# TRAC Products
TRAC Products Limited war ein britischer Hersteller von Automobilen. TRAC stand für Terry Rowing Auto Components.

## Unternehmensgeschichte
Terence Malcolm Rowing, der auch den Restaurierungsbetrieb RM Restorations (Colchester) Limited betrieb, und Anne Rowing gründeten 1991 das Unternehmen in Birch bei Colchester in der Grafschaft Essex. Sie begannen mit der Produktion von Automobilen und Kits. Der Markenname lautete Trac. 1995 endete die Produktion. Insgesamt entstanden etwa zehn Exemplare.
Suffolk Jaguar setzte die Produktion unter eigenem Markennamen fort.

## Fahrzeuge
Der Restaurierungsbetrieb hatte bereits mehrere Jaguar S.S.100 restauriert. TRAC stellte Nachbildungen dieses Modells her. Die Basis bildete ein Leiterrahmen. Darauf wurde eine offene Karosserie aus Fiberglas montiert, die aus einem Teil bestand. Ein Sechszylindermotor vom Jaguar XJ 6 trieb die Fahrzeuge an.